# Megachile sicula
Megachile sicula (Rossi, 1792) è un imenottero apoideo appartenente alla famiglia Megachilidae.

## Descrizione
Sono apoidei di medie dimensioni.
Il torace è ricoperto da una fitta peluria bruno-rossastra, l'addome è glabro e di colore bruno-nerastro e le zampe sono anch'esse rossastre.
Le femmine posseggono una struttura di raccolta del polline formata da frange di peli, posta sotto l'addome (scopa addominale).

## Biologia

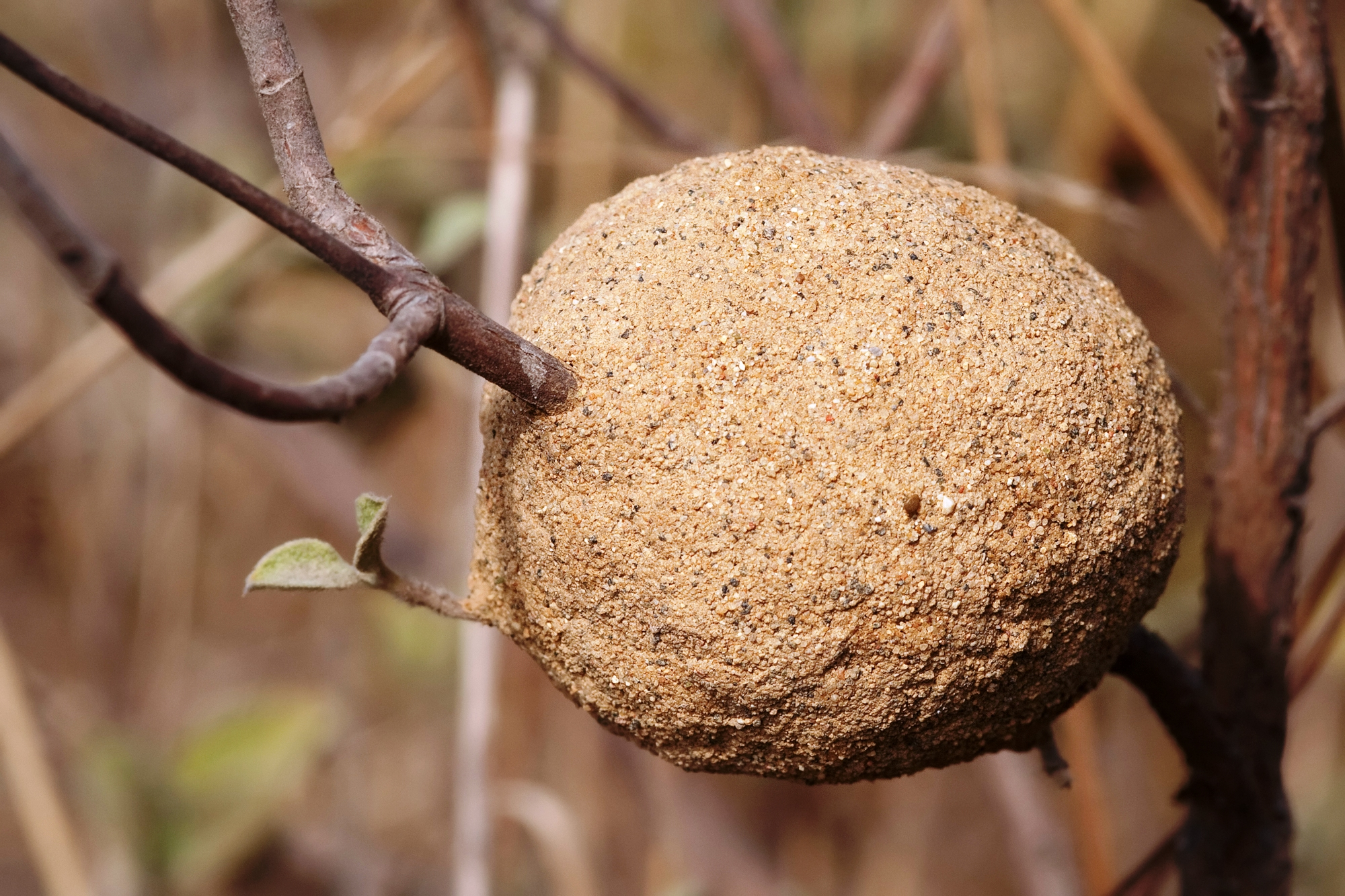
Nido di M. sicula

Sono api solitarie che costruiscono nidi a forma di palla, di solito attaccati a ramoscelli o su pareti rocciose, ottenuti impastando sabbia e terra con una secrezione delle ghiandole labiali.

Analisi chimiche del secreto delle ghiandole labiali hanno evidenziato un alto contenuto di idrocarburi a catena lunga, principalmente entriacontene (C31H62) e tritriacontene (C33H66). Ciò garantisce al nido impermeabilità e capacità di resistere alle piogge per diversi anni.
 
All'interno del nido sono presenti diverse celle allungate che vengono riempite con miele e polline; all'interno di ogni cella viene deposto un uovo, da cui si sviluppa la larva; essa trascorre l'inverno all'interno del nido per fuoriuscirne, a sviluppo completato, la primavera successiva.

## Ecologia

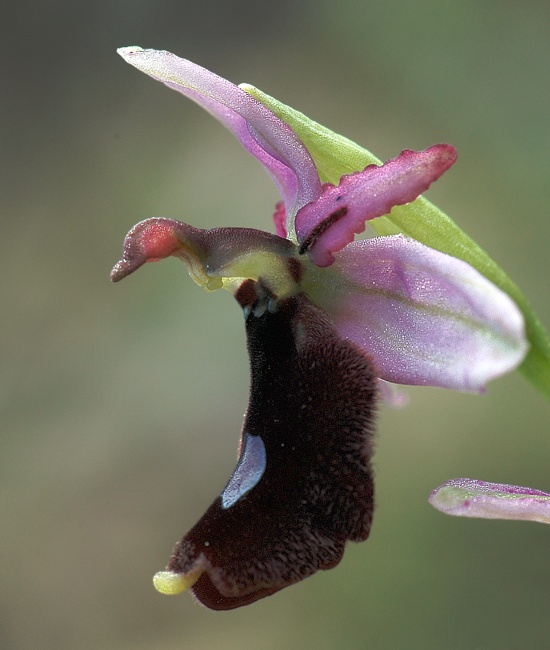
M. sicula è l'insetto impollinatore di Ophrys × flavicans

Megachile sicula è stata individuata come insetto impollinatore di Ophrys × flavicans. La forma a sella del labello di queste orchidee si adatta a quella assunta dall'addome questi insetti durante la copula.
Tra i parassiti delle larve di M. sicula si possono citare gli imenotteri calcidoidei Leucospis gigas (Leucospidae) e Monodontomerus aeneus (Torymidae).

## Distribuzione
La specie ha un areale mediterraneo occidentale che comprende l'Europa sud-occidentale (Portogallo, Spagna, Francia e Italia) e il Nord Africa (Marocco, Algeria e Libia).

In Italia la sua presenza è limitata a Italia meridionale, Sicilia e Sardegna.

## Tassonomia
Sono state descritte le seguenti sottospecie:
- Chalicodoma sicula balearica Tkalců, 1977 - presente in Nord Africa (Marocco, Algeria e Libia), nelle isole Canarie, nelle Baleari e in Sardegna.
- Chalicodoma sicula hiendlmayri (Friese, 1896) - endemismo della penisola iberica (Portogallo e Spagna).
- Chalicodoma sicula perezi (Lichtenstein, 1879) - presente in Francia, Corsica e nei Pirenei (Spagna).
- Chalicodoma sicula sicula (Rossi, 1792) - presente in Italia meridionale, Sicilia e Sardegna.